# Schmetterlingshafte
Die Schmetterlingshafte (Ascalaphidae) sind eine Familie aus der Ordnung der Netzflügler (Neuroptera). Weltweit gibt es etwa 400 Arten, davon kommen 15 in Europa vor, in Mitteleuropa gibt es drei.

## Merkmale
Die Schmetterlingshafte sind sehr nahe mit den Ameisenjungfern verwandt, viele Arten sehen diesen auch sehr ähnlich. Wichtigster Unterschied sind die langen, fadenförmigen Fühler, die am Ende eine knopfartige Verdickung tragen, im Gegensatz zu den kürzeren, keulenförmigen Fühlern der Ameisenjungfern. Auffallend ist auch die lange, dichte Behaarung des Thorax. Viele Arten, so auch die einzige einheimische Art, haben verbreiterte und hell, manchmal auch dunkel gefleckte Flügel, die ihnen ein schmetterlingsartiges Aussehen verleihen. Die relativ großen Facettenaugen sind bei allen europäischen Arten durch eine Längsfurche zweigeteilt.
Die Larven ähneln ebenfalls denen der Ameisenjungfern, also den Ameisenlöwen. Im Unterschied zu diesen ist der Kopf am Hinterende tief eingebuchtet, dadurch mehr oder weniger herzförmig, Brust und Hinterleib sind seitlich mit lappigen Anhängen versehen.

## Lebensweise
Die Imagines der Schmetterlingshafte sind tag- und dämmerungsaktiv und sehr gute Flieger. Sie ernähren sich räuberisch von Insekten, die sie im Flug fangen. Die Larven leben ebenfalls räuberisch, meist versteckt und getarnt im Bodenstreu oder unter Steinen auf Beute lauernd. Die europäischen Arten haben vermutlich alle eine zweijährige Entwicklung und überwintern als Larve.

## Arten (Europa)
In Europa kommen folgende Arten vor:
- Bubopsis agrionoides (Rambur 1838)
- Bubopsis andromache U. Aspock, H. Aspock & Holzel 1979
- Deleproctophylla australis (Fabricius 1787)
- Deleproctophylla dusmeti Navàs 1914
- Deleproctophylla variegata (Klug 1834)
- Libelloides baeticus (Rambur 1842)
- Libellen-Schmetterlingshaft (Libelloides coccajus Denis & Schiffermüller 1775)
- Libelloides cunii Selys-Longchamps 1880
- Libelloides hispanicus (Rambur 1842)
- Libelloides ictericus (Charpentier 1825)
  - Libelloides ictericus corsicus (Rambur 1842)
  - Libelloides ictericus ictericus (Charpentier 1825)
  - Libelloides ictericus siculus (Angelini 1827)
- Libelloides italicus (Fabricius 1781)
- Libelloides lacteus (Brullé 1832)
- Langfühleriger Schmetterlingshaft (Libelloides longicornis (Scopoli 1763))
- Östlicher Schmetterlingshaft (Libelloides macaronius (Scopoli 1763))
- Libelloides rhomboides (Schneider 1845)
  - Libelloides rhomboides cretensis (Van der Wheele 1908)
  - Libelloides rhomboides rhomboides (Schneider 1845)
- Puer maculatus (Olivier 1789)